# Dialektik bei Marx und Engels
Dialektik bei Marx und Engels ist die Methode der Forschung und der Theoriedarstellung, die Karl Marx und Friedrich Engels aus der kritischen Rezeption der Philosophie Hegels heraus, insbesondere seiner Dialektik, mit der Zielsetzung entwickelt haben, sie auf die zentralen Fragen der Philosophie und der politischen Ökonomie anzuwenden.
Marx und Engels folgten dabei der Kritik Ludwig Feuerbachs an Hegels objektivem Idealismus und grenzten sich von der „Hegelei“ der Junghegelianer ab, wobei sie danach strebten, ihre dialektische Methode auf der Grundlage des Materialismus auszuarbeiten und einzusetzen.
Die wichtigsten Textstellen hierzu finden sich in Marxens Ökonomisch-philosophischen Manuskripten aus dem Jahre 1844, in der Heiligen Familie, der Deutschen Ideologie, dem Elend der Philosophie sowie in seinem ökonomischen Hauptwerk Das Kapital.
Karl Marx und Friedrich Engels versuchten, die Bewegungsgesetze der gesellschaftlichen Entwicklung zu entdecken und die Selbsterzeugung des stets in Gesellschaft produzierenden Menschen in Auseinandersetzung miteinander und mit der Natur theoretisch darzustellen. Dazu benutzten sie – auf der Grundlage der Weltanschauung des Historischen Materialismus – die Methode der materialistischen Dialektik, um eine umfassende Kritik der bürgerlichen politischen Ökonomie und der kapitalistischen Gesellschaft einschließlich ihrer geistigen Reflexionen zu produzieren.

## Ansatzpunkte dialektischer Vorgehensweise

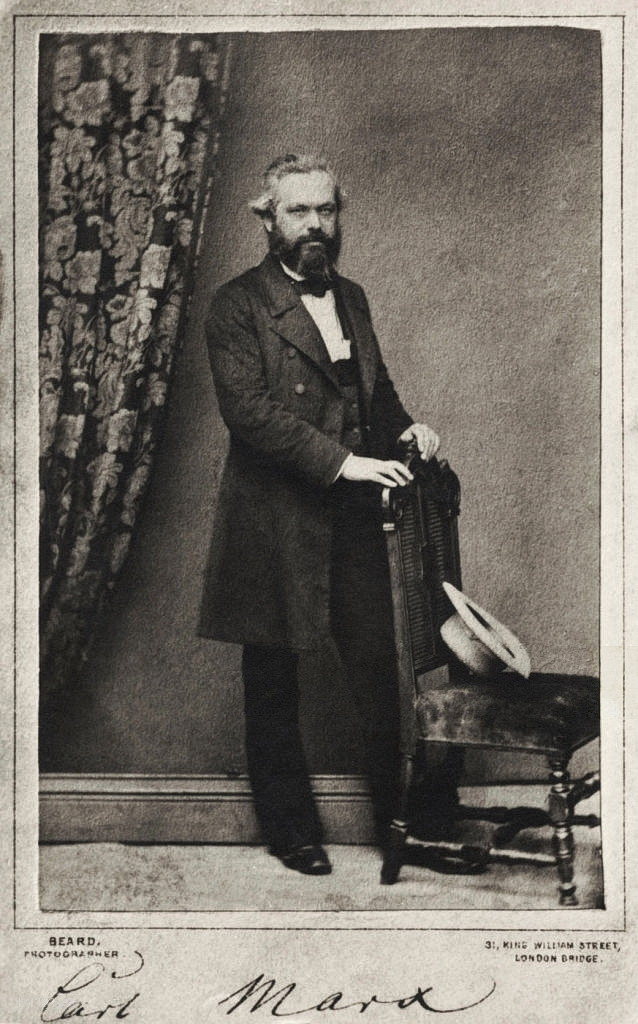
Karl Marx um 1860

Vorläufer und Vorbilder dialektischen Denkens gibt es in der Philosophie seit ihrem Beginn in der Antike. Heraklit behauptete beispielsweise, dass alle Dinge in Bewegung seien: Alles fließe, Sein und Nichtsein seien dasselbe. Geradezu „Meisterwerke der Dialektik“ erblickt Engels in Rameaus Neffe von Denis Diderot sowie in Jean-Jacques Rousseaus Abhandlung über den Ursprung und die Grundlagen der Ungleichheit unter den Menschen.
In der Dialektik von Marx und Engels kann man folgende Ansatzpunkte unterscheiden:
Dialektik Mensch–Natur
Die Menschen unterwerfen sich die Natur, eignen sie sich an und entwickeln dabei ihre produktiven Fähigkeiten, ihre sozialen Verhältnisse und ihr Bewusstsein. Kein Gott hat die Welt erschaffen, sondern die natürliche Evolution. Die (werdenden) Menschen verändern durch Veränderung der Umwelt auch sich selbst. Diese Selbsterzeugung und fortschreitende Emanzipation des Menschen von der Natur wird zunehmend bewusster und planmäßiger, kann aber die Bindung an die Natur als die materielle Basis ihres Lebens niemals völlig abschütteln.
Dialektik als Methode des Aufsteigens vom Abstrakten zum Konkreten
Marx spricht von seiner „dialektischen Methode“ als der Darstellungsweise des in der Forschung angeeigneten Stoffes in einem logisch geordneten System von Kategorien. Insbesondere Das Kapital gilt als Ganzes als eine Anwendung der materialistischen Dialektik, vergleichbar mit Hegels Wissenschaft der Logik. Dabei ist das Aufsteigen vom Abstrakten zum Konkreten zwar ein wichtiger, aber spezieller Aspekt dieser Methode, die außerdem noch Prinzipien wie die Einheit von Logischem und Historischem, von Analyse und Synthese und von Empirischem und Theoretischem auf materialistischer Basis realisiert.
Dialektik als Vermittlung von Logik und Geschichte
Etwa bei der Darstellung, wie sich aus Ware und Geld das Kapital-Verhältnis entwickelt, kann beobachtet werden, wie Marx die Herausbildung des Kapital-Verhältnisses mit Hilfe einer logischen Ableitung aus der Zirkulation von Ware und Geld heraus erklärt. Die Auffassung, dass Marx’ Analyse der Wertformen ebenfalls eine logisch-verkürzte Darstellung der historischen Entwicklung des Geldes aus dem Warentausch sein soll, ist unter Marxisten heftig umstritten, obwohl Marx diesen Anspruch für sich reklamiert: „Hier gilt es jedoch zu leisten, was von der bürgerlichen Ökonomie nicht einmal versucht ward, nämlich die Genesis dieser Geldform nachzuweisen, also die Entwicklung des im Wertverhältnis der Waren enthaltenen Wertausdrucks von seiner einfachsten unscheinbarsten Gestalt bis zur blendenden Geldform zu verfolgen. Damit verschwindet zugleich das Geldrätsel.“ Marx konnte auf das von Hegel entwickelte Prinzip der Einheit von Logischem und Historischem nicht verzichten, weil er im Unterschied zur gesamten klassischen Ökonomie besonderen Wert auf die Einsicht legte, dass der Gegenstand dieser Wissenschaft kein ewiger, sondern ein sich historisch entwickelnder Gegenstand ist.
Dialektik der Natur

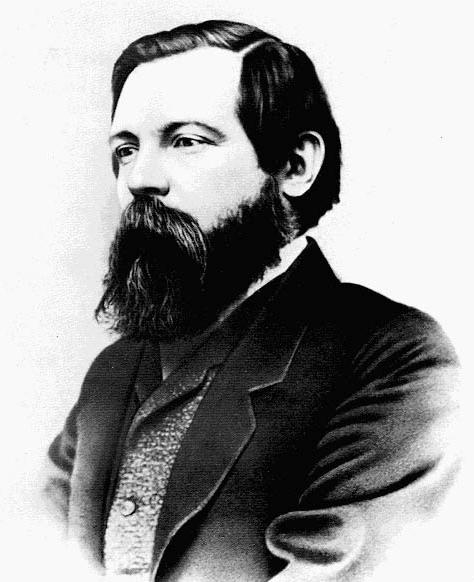
Friedrich Engels um 1856

Engels hat versucht, die materialistische Dialektik auch im Bereich der Naturwissenschaften bzw. der Theorie der Bewegung der Materie anzuwenden.

## Dialektik Mensch–Natur
Anders als bei Hegel, der vom Weltgeist als Schöpfer der Welt ausgeht (Idee) und dessen Dialektik Ausdruck des Idealismus ist (Begriff > Negation > Negation der Negation), bezieht sich Marx auf die reale Welt mit realen Menschen. Dieses Verhältnis „Natur ↔ Mensch als Teil der Natur“ ist für Marx die Grundlage seiner „dialektischen Methode“. Das Verhältnis „Natur ↔ Mensch“ ist ein praktisch-tätiges, materielle Gegenstände veränderndes Verhältnis. Indem der Mensch – geprägt durch seine Umwelt – dieses Sein (Umwelt) bewusst verändert, verändert er sich selbst, auch materiell, d. h. nicht nur sein Bewusstsein. Die bisherige Entwicklung der Welt, das ist immer nur die menschliche Welt, die dem Menschen bekannt ist, kennzeichnet eine aufsteigende Tendenz vom Einfachen zum Komplexen. Diese evolutionäre Tendenz hat bei Marx und Engels jedoch keinen teleologischen Charakter. In der Natur wirkt kein Zweck auf ein Endziel hin oder etwa ein Mechanismus zu höherer Qualität. Für Marx und Engels ist die Natur, die Welt real vorhanden. Doch für den Menschen ist sie nichts, solange sie nicht durch gesellschaftliche Arbeit angeeignet werden kann. Der Zeitpunkt der Menschwerdung wird – mit Benjamin Franklin – als jener angenommen, als der Mensch als „Werkzeug herstellendes Tier“ (toolmaking animal) erschien. Die Arbeitskraft des Menschen ist damit zur Äußerung einer Naturkraft geworden, durch die die planvolle Veränderung der Natur begonnen habe (wenn auch zuerst nur im engen örtlichen Umfang). Im Gegensatz zum Beispiel zur Biene, die die Wabe instinktiv errichtet, baut der Mensch erst im Kopf, was er produzieren will. Der Mensch wird gegenüber der Natur als dem Objekt zum tätigen Subjekt. Und die Dialektik ist also von der Grundlage her eine von Bestandteilen der Natur, ist die wechselseitige Durchdringung zweier Momente, der menschlichen Natur (Objekt) und des natürlichen Menschen (Subjekt).
Im Rahmen der gesellschaftlichen Produktion (innerhalb der Tendenzen ihrer jeweils konkreten Bedingungen) erweiterten sich die Möglichkeiten der Naturbeherrschung und der gesellschaftlichen Gestaltung, solange die ökonomischen Grundlagen (die ökonomische Basis) mit den von ihr geprägten politischen und kulturellen Bedingungen (dem Überbau) immer wieder in weitgehende Übereinstimmung gebracht werden könne. Zur ökonomischen gesellschaftlichen Basis gehören dabei wiederum auch Politik und Kultur (Überbau) als dialektische Momente.
In diesem Prozess verringere sich die Naturwüchsigkeit des Menschen, er emanzipiere sich von Naturzwängen und produziere eine „zweite Natur“ des Menschen; das ist die bearbeitete Natur, in der die Freiheitsgrade zur planvollen Gestaltung des menschlichen Lebens wachsen. Aus der unorganischen Welt entstehe immer mehr die organische Natur des Menschen. Innerhalb der Zwänge der jeweiligen menschlichen Natur entwickle sich durch die gesellschaftliche Praxis eine menschliche Geschichte, deren „Tendenzen“ nicht mit den Gesetzen der (außermenschlichen) Natur gleichzusetzen seien.

## Dialektik als die Methode des Aufsteigens vom Abstrakten zum Konkreten
Wenn insbesondere der Erste Band des „Kapital“ den Anschein einer A-priori-Konstruktion bzw. eines deduktiv-logischen Beweisganges more geometrico erweckt, so ist zweierlei zu bedenken: 1. Die einzelnen Bände des „Kapital“ sind in umgekehrter Reihenfolge zu ihrer Ausarbeitung erschienen. Der erste Band baut auf den Analysen der anderen Bände auf, konzentriert sich auf die wesentlichen Zusammenhänge und vermeidet so die Umwege, die in der Forschung unvermeidlich sind. 2. Marx’ Darstellungsweise orientiert sich an der Modellvorstellung einer dialektischen Totalität, die eine systematische Ableitung der Kategorien erfordert, um so ein System von Kategorien zu erzeugen, dass die innere Struktur der kapitalistischen ökonomischen Gesellschaftsformation widerspiegelt.
Marxens Methode des Aufsteigens vom Abstrakten zum Konkreten vermittelt zwischen empirisch Beobachtbarem und logisch-konstruktivem Denken. Die Wirklichkeit so zu nehmen, wie sie empirisch erscheint, ergäbe nichts weiter als ein Chaos von mehr oder weniger zufällig zusammenhängenden Vorstellungen. Empirische Analysen führen zur Bildung abstrakter Begriffe; diese müssen logisch geordnet werden, so dass sie ein System ergeben. Von den einfachsten Begriffen (Marx spricht von „ökonomischen Kategorien“) eines solchen wissenschaftlichen Systems ausgehend, muss der Theoretiker die Wirklichkeit als konkrete Totalität von vielen, systematisch zusammenhängenden Bestimmungen (Merkmalen) und Verhältnissen reproduzieren.
Marx unterschied zwischen der Darstellungs- und Forschungsweise.
In der Forschung zeigt sich die dialektische Methode in der Konfrontation von überlieferten theoretischen Ansätzen untereinander sowie mit den historischen Fakten, die durch kritisches Verarbeiten in einem fortschreitenden Prozess der Lösung der auftauchenden logischen Widersprüche zu einem kohärenten Bild des darzustellenden Gegenstandes führt.
Die Darstellung der Ökonomie setzt an objektiv gesellschaftlichen Widersprüchen an, wie sie vor allem in den ökonomischen Verhältnissen wirksam sind. Widersprüche wie der zwischen Wert und Gebrauchswert einer Ware oder der zwischen abstrakter Arbeit und konkreter, Gebrauchswerte schaffender Arbeit treiben den Theoretiker zur Weiterentwicklung der Darstellung zu immer konkreteren Kategorien, die immer komplexere Verhältnisse darstellen und deren Analyse weitere Widersprüche offenlegt.
Offenkundig lehnt sich Marx relativ eng an hegelsche Ausdrucksweisen an; umstritten hierbei ist, inwieweit diese nicht nur die sprachliche Form, sondern auch den theoretischen Inhalt nicht nur inspiriert, sondern auch logisch beeinflusst haben.

## Dialektik als Vermittlung von Logik und Geschichte
Die Vorgehensweise im Kapital muss als eine Aufhebung und Umstülpung der Dialektik Hegels einerseits und der ökonomischen Methoden von Adam Smith und David Ricardo andererseits gesehen werden. Die kapitalistischen Produktionsverhältnisse werden als sich entwickelnde, konkrete Totalität im Kopf des Theoretikers rekonstruiert, d. h. mit Hilfe eines Systems von ökonomischen Kategorien reproduziert, das eine spezifische gesellschaftliche Wirklichkeit widerspiegelt, die sich über einen längeren Zeitraum historisch herausgebildet hat und weiterhin immer neue Formen annimmt. Marx zitiert in diesem Zusammenhang zustimmend einen seiner Rezensenten: „Für Marx ist nur eins wichtig: das Gesetz der Phänomene zu finden... Und ihm ist nicht nur das Gesetz wichtig, das sie beherrscht, soweit sie eine fertige Form haben und in einem Zusammenhang stehn, wie er in einer gegebnen Zeitperiode beobachtet wird. Für ihn ist noch vor allem wichtig, das Gesetz ihrer Veränderung, ihrer Entwicklung, d.h. der Übergang aus einer Form in die andre, aus einer Ordnung des Zusammenhangs in eine andre.“ Die Kategorien erweisen sich in der Analyse als in sich widersprüchlich und erzeugen durch die dialektisch-materialistische Methode das Spiegelbild einer konfliktreichen sozio-ökonomischen Dynamik, in der die quantitativen Bestimmtheit der Verhältnisse in einem untrennbaren Zusammenhang mit ihrer qualitativen Bestimmtheit steht. Das folgende Zitat zeigt Marx’ frühen Planentwurf seines ökonomischen Hauptwerkes, den er jedoch weder vollständig realisiert, noch unverändert beibehalten hat:
„Die Einteilung offenbar so zu machen, daß 1. die allgemein abstrakten Bestimmungen, die daher mehr oder minder allen Gesellschaftsformen zukommen, aber im oben auseinandergesetzten Sinn. 2. die Kategorien, die die innre Gliederung der bürgerlichen Gesellschaft ausmachen und worauf die fundamentalen Klassen beruhn. Kapital, Lohnarbeit, Grundeigentum.ihre Beziehung zueinander. Stadt und Land. Die drei großen gesellschaftlichen Klassen. Austausch zwischen denselben. Zirkulation. Kreditwesen (privat). 3. Zusammenfassung der bürgerlichen Gesellschaft in der Form des Staats. In Beziehung zu sich selbst betrachtet. Die »unproduktiven« Klassen. Steuern. Staatsschuld. Öffentlicher Kredit. Die Bevölkerung. Die Kolonien. Auswanderung. 4. internationales Verhältnis der Produktion. Internationale Teilung der Arbeit. Internationaler Austausch. Aus- und Einfuhr. Wechselkurs. 5. Der Weltmarkt und die Krisen.“
Der Planentwurf ist das Resultat einer in den 50er Jahren des 19. Jahrhunderts erneut von Marx als notwendig empfundenen Auseinandersetzung mit der dialektischen Methode Hegels, die beanspruchte, nicht nur die systematischen Beziehungen der logischen Kategorien (der Denkformen wie Sein und Nicht-Sein, Ursache und Wirkung etc.) darzustellen, sondern mit dieser Darstellung auch die historischen Beziehungen ihrer Herausbildung in der geistigen Geschichte der Menschheit wiederzugeben. Im „Rohentwurf“ seines ökonomischen Hauptwerkes (1857–1858) stellt sich Marx im Kontext der „wissenschaftlich richtigen Methode“ des Aufsteigens vom Abstrakten zum Konkreten deshalb die Frage: „Aber haben diese einfachen Kategorien nicht auch eine unabhängige historische oder natürliche Existenz vor den konkretern?“ Er antwortet selbst auf Französisch: Das kommt darauf an, und analysiert verschiedene Fälle, in denen die historische Entwicklung entweder synchron oder asynchron zur logischen Entwicklung verläuft. Schließlich gelangt er zu der Überzeugung: „Es wäre also untubar und falsch, die ökonomischen Kategorien in der Folge aufeinanderfolgen zu lassen, in der sie historisch die bestimmenden waren. Vielmehr ist ihre Reihenfolge bestimmt durch die Beziehung, die sie in der modernen bürgerlichen Gesellschaft aufeinander haben, und die genau das umgekehrte von dem ist, was als ihre naturgemäße erscheint oder der Reihe der historischen Entwicklung entspricht.“
Dieses Statement wird oft als Absage an die Einheit von Logischem und Historischem interpretiert, indem zum Beispiel auf den Unterschied zwischen Real- und Erkenntnisobjekt verwiesen wird. Dagegen spricht, dass Marx in der Dialektik seine schärfste Waffe sah: „In ihrer rationellen Gestalt ist sie dem Bügertum und seinen doktrinären Wortführern ein Ärgernis und ein Greuel, weil sie in dem positiven Verständnis des Bestehenden zugleich auch das Verständnis seiner Negation, seines notwendigen Untergangs einschließt...“ Darauf baut ein Zitat von Engels auf, das sicherlich nicht ohne Marx’ Kenntnis publiziert wurde: „Die logische Behandlungsweise war also allein am Platz. Diese aber ist in der Tat nichts andres als die historische, nur entkleidet der historischen Form und der störenden Zufälligkeiten. Womit diese Geschichte anfängt, damit muß der Gedankengang ebenfalls anfangen, und sein weiterer Fortgang wird nichts sein als das Spiegelbild, in abstrakter und theoretisch konsequenter Form, des historischen Verlaufs; ein korrigiertes Spiegelbild, aber korrigiert nach Gesetzen, die der wirkliche geschichtliche Verlauf selbst an die Hand gibt, indem jedes Moment auf dem Entwicklungspunkt seiner vollen Reife, seiner Klassizität betrachtet werden kann.“
Um die ökonomischen Kategorien bei Marx, ihren Inhalt, ihre Struktur und die Frage, welche Teile des Kategoriensystems eine tatsächliche Entwicklung widerspiegeln, um also den Zusammenhang zwischen Dialektik und dem strukturellen Aspekt des Kategoriensystems tiefer zu verstehen, ist es u. U. hilfreich, die dialektischen Darstellungen des Kapital mit einer analytischen Interpretation desselben zu kontrastieren. Erste Anstöße dazu gab Steinvorth 1977 sowie Elster etwas später. Ein umfassendes mathematisches Modell der ökonomischen Theorie von Karl Marx hat Quaas 2016 vorgelegt.
Das real existierende Kapital vollzieht im Rahmen der kapitalistischen und auch in den bisher zu beobachtenden sozialistischen Gesellschaftsformationen einen permanenten Prozess der Selbstreproduktion, die immer neue Formen der Ware-Geld-Beziehungen hervorbringt. Ob der historische Anfang dieses Prozesses – der möglicherweise im frühen Mittelalter oder noch früher in der Antike zu suchen ist – durch die im Kapital vollzogenen Modellbetrachtung mit erfasst wird, ist unter Marx-Interpreten umstritten. Ohne auf die verschiedenen Aspekte dieses Streits nochmals einzugehen, weist Quaas 2016 detailliert nach, dass in Homers Illias ein Niveau des Warenhandels beschrieben wird, in dem neben der entfalteten Wertform, auf die bereits Marx hingewiesen hat, sich bereits der Farren (ein männliches Rind) als allgemeines Äquivalent herausgebildet hat, allerdings ohne die Vorformen komplett zu verdrängen.

## Dialektik der Natur
In Auseinandersetzung mit Eugen Dühring unternahm es Friedrich Engels im Anti-Dühring, seine und Marxens „dialektische und zugleich materialistische Auffassung der Natur“ darzulegen. Es sollte nachgewiesen werden, „daß in der Natur dieselben dialektischen Bewegungsgesetze im Gewirr der zahllosen Veränderungen sich durchsetzen, die auch in der Geschichte die scheinbare Zufälligkeit der Ereignisse beherrschen; dieselben Gesetze, die, ebenfalls in der Entwicklungsgeschichte des menschlichen Denkens den durchlaufenden Faden bildend, allmählich den denkenden Menschen zum Bewusstsein kommen; die zuerst von Hegel in umfassender Weise, aber in mystifizierter Form entwickelt worden, und die aus dieser mystischen Form herauszuschälen und in ihrer ganzen Einfachheit und Allgemeingültigkeit klar zur Bewußtheit zu bringen, eine unsrer Bestrebungen war.“
Es konnte sich für Engels dabei nicht um eine aprioristische Systemkonstruktion in der Tradition der alten Naturphilosophie oder um eine Konstruktion aus dem logischen Denken heraus wie bei Hegel handeln. Sondern um die dynamischen Gesetze der Entwicklung, und zwar anders als bei Hegel auch der geschichtlichen Entwicklung der Natur, in der Wirklichkeit aufzuspüren, wobei sich an den dialektischen Grundgesetzen zu orientieren sehr fruchtbar sein könne. Für Engels war dialektisches Denken in den Naturwissenschaften besonders hilfreich, um metaphysisch-dogmatisches Begriffsdenken zu überwinden und dynamisch-relative Beziehungen der Wechselwirkung darzustellen. Wenn die materialistische Dialektik alle diese Hebammendienste geleistet hätte, so bedürfe es im Grunde keiner besonderen Naturphilosophie mehr, da die Naturwissenschaften selbst die wirkliche Dialektik umfassen würden.
Bei der Darstellung seiner „Dialektik von deduktiven und induktiven Schlussweisen“ zur Überprüfung wissenschaftlicher Theorien ist Engels auch in den nach seinem Tode publizierten Manuskripten zur Dialektik der Natur nicht ausgesprochen präzise. Er hat sich damit jedenfalls alle Türen hin zu einer wissenschaftlichen Methodologie offen gehalten und konnte dabei dennoch Verabsolutierungen wie zum Beispiel die eines „All-Induktionismus“ zurückweisen.

## Rezeption und Kritik der Dialektik

### Grundsätzliche Rezeption und Kritik
Die Argumente gegen „die“ Dialektik reichen vom Vorwurf der Dunkelheit, Verworrenheit und eines trivialen Schematismus bis hin zu dem offenkundiger oder versteckter Irrationalität. Im Mittelpunkt steht insbesondere das Verhältnis von Dialektik zur Logik und die Frage, ob Dialektik gegen den Satz vom ausgeschlossenen Widerspruch verstoße. Man kann dieser Kritik insofern eine gewisse Plausibilität nicht absprechen, als viele selbst ernannte „Dialektiker“ (auch in der Nachfolge von Marx und Engels) es verabsäumen, sich in dieser Frage klar und deutlich zu positionieren.
Die Kontroverse um die Grundlagen logischen Denkens: Inwiefern kann der Satz des Widerspruchs bestritten werden? muss man füglich trennen von der Frage: Inwieweit lassen sich bestimmte dialektische Argumente mit dem Satz des Widerspruchs in Einklang bringen? Nicht selten will ein Autor jedoch nur mit paradoxen Wendungen rhetorisch glänzen, die sich bei näherem Hinsehen in eine logisch einwandfreie Form bringen lassen. Aus solchen literarischen Fundstellen lässt sich hin und wieder nicht ableiten, dass es sich bei aller Dialektik insgesamt nur um Sophismus handeln könne.
Während Hegel aufgrund der Identität von Denken und Sein die Behandlung von Denk- und Naturgesetzen einerlei ist, muss man bei Marx und Engels zwischen der subjektiven und der objektiven Dialektik unterscheiden. Die Dialektik gewinnt dadurch bei ihnen trotz der Entlehnung der Kategorien aus Hegel (insbesondere der Logik) eine ganz andere, eigentümliche Bedeutung und Anwendungsweise. Manche Kritiker sehen darin den Unsinn zur Potenz erhoben; das beweist aber nur eine dogmatische Überzeugtheit, nur eine hegelsche Dialektik könne grundsätzlich einsichtig und durchführbar sein.
Analytische Interpretationen der marxschen Dialektik wie die von Ulrich Steinvorth oder Jon Elster lassen sich als Kritik an Hegelei als bloß störender Zutat bei Marx (so die Kritik Schumpeters) auffassen. Andererseits können sie jedoch auch als ein Nachweis aufgefasst werden, dass eine nicht kontradiktorische Formulierung der ökonomischen Hypothesen Marxens grundsätzlich durchführbar ist. Vor allem Vertreter des Analytischen Marxismus lehnen aber die Vorstellung prinzipiell ab, es gebe eine spezifische Art des dialektischen Denkens bei Marx, die auch noch als Methode bezeichnet werden könnte.
Die Schule der New Dialectics um Christopher J. Arthur bemüht sich hingegen, die Dialektik bei Hegel mit der von Marx und Engels zu verknüpfen und für weitergehende Analysen zu verwenden. Es wird vor allem die grundlegende Wichtigkeit der Hegelschen Dialektik für das Denken von Marx betont. Die Geschichtsphilosophie von Hegel wird hingegen abgelehnt.

### Einzelne Kritikpunkte
Kritisch gesehen wird die „Engelssche“ Dialektik der Natur. Nach Jean-Paul Sartre können nur menschliche Gesellschaften als Totalität dialektisch begriffen werden, auch wenn er einräumt, dass in der Biologie der Übergang von toter Materie zum Leben noch ungeklärt wäre und dass dies vielleicht auch in der Biologie eine dialektische Methode erforderlich machen würde. Das „könnte“ sein, müsste es aber nicht. Auch Georg Lukács wird eine Kritik an der „Dialektik der Natur“ von Engels zugeschrieben.

### Deutsch
- Hermann Vetter: Die Stellung des Dialektischen Materialismus zum Prinzip des ausgeschlossenen Widerspruchs. Berlin 1962.
- Gert Schäfer: Zum Problem der Dialektik bei Karl Marx und W. I. Lenin, 21, Studium Generale, 1968, S. 934ff.
- Erhard Lange: Dialektik von Philosophie und Ökonomie bei Karl Marx, Jena 1969
- Otto Morf: Geschichte und Dialektik in der politischen Ökonomie. Zum Verhältnis von Wirtschaftstheorie und Wirtschaftsgeschichte bei Karl Marx. Frankfurt / Wien 1970 (zuerst: 1951).
- Werner Becker: Idealistische und materialistische Dialektik. Stuttgart / Berlin / Köln / Mainz 1970.
- Jindrich Zelený: Die Wissenschaftslogik bei Marx und ‘Das Kapital’. Frankfurt / Wien 1970.
- Autorenkollektiv (M. M. Rosental, N. N. Trubnikow, G. S. Batistschew, W. P. Kusmin, S. M. Orudshew, E. W. Iljenkow, A. A. Sorokin, I. A. Mankowski, I. A. Shdanow, B. A. Tschagin, W. W. Keschelawa): Geschichte der marxistischen Dialektik. Von der Entstehung des Marxismus bis zur Leninschen Etappe. Dietz Verlag 1. Aufl. Berlin 1974 (russ. Akademie der Wissenschaften der UdSSR, Institut für Philosophie, Moskau 1971).
- Werner Schuffenhauer: Feuerbach und der junge Marx. Berlin 1972.
- Heinz Kimmerle (Herausgeber): Modelle der materialistischen Dialektik. Den Haag 1978 ()
- Alfred Schmidt: Der Begriff der Natur in der Lehre von Marx. Frankfurt 1978.
- Georg Quaas: Dialektik als philosophische Theorie und Methode des „Kapital“. Eine methodologische Untersuchung des ökonomischen Werkes von Karl Marx. Frankfurt a. M. 1992, ISBN 3-631-45352-3.
- Judith Jánoska, Martin Bondeli, Konrad Kindle, Marc Hofer: Das 'Methodenkapitel' von Karl Marx. Ein historischer und systematischer Kommentar. Basel 1994.
- Sahra Wagenknecht: Vom Kopf auf die Füße. Zur Hegelkritik des jungen Marx oder das Problem einer dialektisch-materialistischen Wissenschaftsmethode. Bonn 1997.
- Dieter Wolf: Auswahl aus: Der dialektische Widerspruch im Kapital (PDF; 478 kB) Der dialektische Widerspruch im Kapital. Ein Beitrag zur Marxschen Werttheorie. Hamburg 2002, ISBN 3-87975-889-1.

### Englisch
- Thomas T. Sekine: An Outline of the Dialectic of Capital. 2 Bände. London / New York 1997; international: ISBN 0-333-66677-1 (Bd. 1), ISBN 0-333-66678-X (Bd. 2); Nordamerika: ISBN 0-312-17559-0 (Bd. 1), ISBN 0-312-17560-4 (Bd. 2), ISBN 0-312-17558-2 (Satz).
- Christopher J. Arthur: The New Dialectic and Marx's Capital Historical Materialism Book Series, 1, Leiden 2004, ISBN 978-90-04-13643-4, ISBN 90-04-13643-6.